# Bondari, Dubno
Bondari (în ucraineană Бондарі) este un sat în comuna Sosnivka din raionul Dubno, regiunea Rivne, Ucraina.

## Demografie
Componența lingvistică a localității Bondari
     Ucraineană (100%)
Conform recensământului din 2001, toată populația localității Bondari era vorbitoare de ucraineană (100%).